# لويس مويسن
لويس مويسن (بالهولندية: Louis Meeuwessen)‏ (14 نوفمبر 1903 – 8 أغسطس 1985) هو ملاكم هولندي راحل، مثّل بلاده في الألعاب الأولمبية الصيفية 1924.

## روابط خارجية
لويس مويسن على موقع أوليمبيديا (الإنجليزية)